# Coleophora guttella
Coleophora guttella é uma espécie de mariposa do gênero Coleophora pertencente à família Coleophoridae.